# Full of Hell
A Full of Hell amerikai metalegyüttes. Tagjai a Maryland állambeli Ocean City-ből, illetve Pennsylvaniából származnak.

## Története
2009-ben alakultak, első nagylemezüket 2011-ben adták ki. 2013-ban megjelent második albumuk, 2014-ben a japán zajzenésszel, Merzbow-val közös lemezt is megjelentettek. 2016-ban a The Body nevű experimental metal zenekarral közös albumuk jelent meg, majd 2017-ben egy új stúdióalbumot és egy új, The Body-val közös albumot adtak ki. 2019-ben megjelent egy új nagylemez is. A zenekar a grindcore, death metal, noise (zajzene), powerviolence és sludge metal műfajokban játszik. Lemezeiket korábban a Profound Lore Records és Neurot Records, jelenleg a Relapse Records kiadó jelenteti meg.

## Tagok
- Dylan Walker - ének, elektronika (2009-)
- Spencer Hazard - gitár (2009-)
- Dave Bland - dob (2009-)
- Sam DiGristine - basszusgitár, vokál (2015-)

## Korábbi tagok
- Brandon Brown - basszusgitár, vokál (2009-2015)

## Diszkográfia
- Roots of Earth are Consuming My Home (2011)
- Rudiments of Mutilation (2013)
- Full of Hell & Merzbow(2014)
- One Day You Will Ache Like I Ache (kollaborációs lemez a The Body-val, 2016)
- Trumpeting Ecstasy (2017)
- Ascending a Mountain of Heavy Light (kollaborációs lemez a The Body-val, 2017)
- Weeping Choir (2019)
- Garden of Burning Apparitions (2021)

## Egyéb kiadványok
EP-k
- Savage (2009)
- The Inevitable Fear of Existence (2010)
- F.O.H. Noise (2011)
- F.O.H. Noise Vol. 2 (2011)
- F.O.H. Noise Vol. 3 (2012)
- F.O.H. Noise Vol. 4 (2013)
- Another Mote in the Black Vault (2015)
- Live at Roadburn (2016)

Split lemezek
- Full of Hell / Goddust (2011)
- Full of Hell / Code Orange Kids (2012)
- Full of Hell / Calm the Fire (2012)
- Full of Hell / The Guilt of... (2012)
- Full of Hell / Psywarfare (2014)
- Nails / Full of Hell (2016)
- Full of Hell / Intensive Care (2018)